# Lista siturilor arheologice din județul Bihor - A
Lista siturilor arheologice din județul Bihor - A conține toate siturile arheologice din județul Bihor înscrise în Repertoriul Arheologic Național (RAN) și aflate în localități al căror nume începe cu litera A. RAN este administrat de Ministerul Culturii și Patrimoniului Național și cuprinde date științifice, cartografice, topografice, imagini și planuri, precum și orice alte informații privitoare la zonele cu potențial arheologic, studiate sau nu, încă existente sau dispărute.
Puteți căuta un sit din localitățile care încep cu litera A folosind formularul de mai jos sau puteți naviga prin toate siturile din județ la Lista siturilor arheologice din județul Bihor.
| Cod RAN                                  | Denumire | Localitate                   | Adresă                       | Datare           | Descoperit | Coordonate | Imagine           | Erori            |
| ---------------------------------------- | --- | ---------------------------- | ---------------------------- | ---------------- | ---------- | ---------- | ----------------- | ---------------- |
| 27089.01.01 (Cod LMI: BH-II-m-B-01091)   | Situl arheologic de la Abram - "Biserica reformată" / ansamblu Biserica fostei mânăstirii premonstratense (Categorie: locuire) (Tip: Biserică) | sat Abram, comuna Abram      | 25, punct Biserica reformată | sec. XIII - XV   | 2000       |            | Încărcați imagine | Raportați eroare |
| 27089.01.02 (Cod LMI: BH-II-m-B-01091)   | Situl arheologic de la Abram - "Biserica reformată" / ansamblu anonim (Categorie: locuire) (Tip: Așezare rurală)                               | sat Abram, comuna Abram      | 25, punct Biserica reformată |                  | 2000       |            | Încărcați imagine | Raportați eroare |
| 27089.01.03 (Cod LMI: BH-II-m-B-01091)   | Situl arheologic de la Abram - "Biserica reformată" / ansamblu anonim (Categorie: locuire) (Tip: Așezare)                                      | sat Abram, comuna Abram      | 25, punct Biserica reformată |                  | 2000       |            | Încărcați imagine | Raportați eroare |
| 27089.01.04 (Cod LMI: BH-II-m-B-01091)   | Situl arheologic de la Abram - "Biserica reformată" / ansamblu anonim (Categorie: locuire) (Tip: necropola)                                    | sat Abram, comuna Abram      | 25, punct Biserica reformată |                  | 2000       |            | Încărcați imagine | Raportați eroare |
| 27926.02.01                              | Așezarea de la Albiș - "La Movilă" / ansamblu anonim (Categorie: locuire civilă) (Tip: Așezare)                                                | sat Albiș, comuna Buduslău   | La movila                    |                  |            |            | Încărcați imagine | Raportați eroare |
| 26706.03.01 (Cod LMI: BH-I-m-B-00946.01) | Așezarea medievală de la Aleșd - "Pusta Bisericii" / ansamblu anonim (Categorie: locuire civilă) (Tip: Așezare)                                | oraș Aleșd                   | Pusta Bisericii              | sec. XI-XVI      |            |            | Încărcați imagine | Raportați eroare |
| 28264.02.01                              | Tumulul din epoca bronzului de la Ateaș - "Holumb" / ansamblu anonim (Categorie: descoperire funerară) (Tip: Tumul)                            | sat Ateaș, comuna Cefa       | Holumb                       |                  |            |            | Încărcați imagine | Raportați eroare |
| 31583.02.01                              | Așezarea neolitică de la Adoni - "Ferma lui Wagner" / ansamblu anonim (Categorie: locuire civilă) (Tip: Așezare)                               | sat Adoni, comuna Tarcea     | Ferma lui Wagner             |                  |            |            | Încărcați imagine | Raportați eroare |
| 31583.03                                 | Topor de la Adoni - Insula lui Körtös (Categorie: descoperire izolată) (Tip: obiect izolat)                                                    | sat Adoni, comuna Tarcea     | Insula Körtös                |                  |            |            | Încărcați imagine | Raportați eroare |
| 31583.03.01                              | Topor de la Adoni - Insula lui Körtös / ansamblu anonim (Categorie: descoperire izolată)                                                       | sat Adoni, comuna Tarcea     | Insula Körtös                |                  |            |            | Încărcați imagine | Raportați eroare |
| 27926.01.01                              | Așezarea neolitică de la Albiș - "Sikmar" / ansamblu anonim (Categorie: locuire civilă) (Tip: Așezare)                                         | sat Albiș, comuna Buduslău   | Sikmar                       |                  |            |            | Încărcați imagine | Raportați eroare |
| 26706.02.01                              | Așezarea eneolitică de la Aleșd / ansamblu anonim (Categorie: locuire civilă) (Tip: Așezare)                                                   | oraș Aleșd                   |                              |                  |            |            | Încărcați imagine | Raportați eroare |
| 26751.01.01                              | Așezările în peșteră de la Aștileu / ansamblu anonim (Categorie: locuire civilă) (Tip: Așezare)                                                | sat Aștileu, comuna Aștileu  |                              |                  |            |            | Încărcați imagine | Raportați eroare |
| 27178.02.01                              | Mormântul prefeudal de la Abrămuț / ansamblu anonim (Categorie: descoperire funerară) (Tip: Mormânt de inhumație)                              | sat Abrămuț, comuna Abrămuț  | Muntele bătrân               | sec. IV-VI       | 1907       |            | Încărcați imagine | Raportați eroare |
| 31583.01.01 (Cod LMI: BH-I-s-B-00945)    | Cetatea medievală de la Adoni - La Cetate / ansamblu Amplasament de cetate (Categorie: locuire civilă) (Tip: Cetate)                           | sat Adoni, comuna Tarcea     | La Cetate                    | sec. XIV - XV    |            |            | Încărcați imagine | Raportați eroare |
| 27347.01.01 (Cod LMI: BH-I-s-B-00947)    | Fortificația medievală de la Almașu Mare / ansamblu Amplasament de fortificație medievală (Categorie: fortificație) (Tip: Fortificație)        | sat Almașu Mare, comuna Balc |                              | sec. XIII - XIV  |            |            | Încărcați imagine | Raportați eroare |
| 28264.01.01 (Cod LMI: BH-I-s-B-00948)    | Așezarea de epoca bronzului de la Ateaș - "Movila cu pomi" / ansamblu anonim (Categorie: locuire civilă) (Tip: Așezare)                        | sat Ateaș, comuna Cefa       | Movila cu pomi               | Otomani - II-III |            |            | Încărcați imagine | Raportați eroare |